# Gäddtjärnen (Los socken, Hälsingland, 684088-143425)
Gäddtjärnen är en sjö i Ljusdals kommun i Hälsingland och ingår i Dalälvens huvudavrinningsområde. Sjön är 2 meter djup, har en yta på 0,163 kvadratkilometer och är belägen 555,1 meter över havet.

## Delavrinningsområde
Gäddtjärnen ingår i det delavrinningsområde (684088-143380) som SMHI kallar för Mynnar i Sandsjöån. Medelhöjden är 572 meter över havet och ytan är 1,84 kvadratkilometer. Det finns inga avrinningsområden uppströms utan avrinningsområdet är högsta punkten. Vattendraget som avvattnar avrinningsområdet har biflödesordning 4, vilket innebär att vattnet flödar genom totalt 4 vattendrag innan det når havet efter 448 kilometer. Avrinningsområdet består mestadels av skog (84 procent). Avrinningsområdet har 0,16 kvadratkilometer vattenytor vilket ger det en sjöprocent på 8,9 procent.